# Susan and God
Susan and God is een film uit 1940 onder regie van George Cukor. De film is gebaseerd op een toneelstuk van Rachel Crothers, dat in première ging in 1937. De titelrol die door Joan Crawford werd gespeeld, zou eigenlijk gespeeld worden door Norma Shearer. Ook Greer Garson werd overwogen voor de hoofdrol.

## Verhaal
De film gaat over Susan Trexel, een rijke socialist die tijdens een bezoek aan Europa religieus wordt. Na thuiskomt probeert ze haar vrienden ook te bekeren, met als resultaat dat ze zich beginnen te ergeren aan de ooit verwaande vrouw.